# Richard Berger (audiovisuel)
Pour les articles homonymes, voir Richard Berger.
Richard Laurence Berger (25 octobre 1939 - 29 septembre 2004) est un homme d'affaires américain ayant travaillé pour plusieurs studios de cinéma et de télévision, dont 20th Century Fox, MGM ou CBS. Il est surtout connu pour avoir dirigé Walt Disney Pictures de 1983 à 1985 et durant cette courte période a fondé le label Touchstone Pictures.

## Biographie
Richard Laurence Berger est né le 25 octobre 1939 à Hillsdale près de New York,,, fils d'un producteur de théâtre et d'une ancienne Ziegfeld Girl. Ses parents l'inscrivent dans l'école Lawrenceville au New Jersey, réputée pour son important taux d'étudiants accédant à Princeton. Il y rencontrera Michael Eisner, futur PDG de Disney. Il poursuit ses études à l'Université Cornell et à l'UCLA,,.
Il épouse en premières noces l'actrice Meredith MacRae,, en 1964. Mais ils divorcent au bout de quatre ans.
Après un poste d'expert-comptable, il rejoint la 20th Century Fox comme vice-président des programmes en 1973,. Il travaille pour Alan Ladd Jr. qu'il suivra à la MGM quelques années plus tard. Durant ses dix ans à la Fox, il travaille au développement des productions cinématographiques et télévisuelles comme Room 222 et MASH. Temporairement, il accepte un poste de vice-président CBS et aide à lancer des séries comme Lou Grant et Dallas,,. Il est considéré comme un réparateur de problèmes, qui peut reprendre la main sur les films ayant dépassés leur budget ou leur agenda.
Vers mars 1983, Ron Miller qui vient d'être renouveler au poste de président et en plus de directeur général de Walt Disney Productions décide de remplacer Tom Wilhite par Richard Berger au poste de directeur de Walt Disney Pictures,. Il est chargé de créer un nouveau label cinématographique, Touchstone Pictures,,. Il lance la production de Splash (1984),. Le film est un succès réalisant 6,2 millions d'USD la première semaine.
En 1985, suivant son responsable Alan Ladd Jr., il rejoint la MGM.
En 1990, il est nommé président de la MGM, mais quitte la société en 1992 à cause d'une réorganisation..
Il épouse Sylvia Sands en secondes noces et a une fille prénommée Alexandra.
Il épouse Lisa Hornburg, sa dernière femme,.
Il décède le  29 septembre 2004 des suites d'un cancer du poumon au Cedars-Sinai Medical Center de Los Angeles,,.